# Yuri Sardarov
Yuri Sardarov (* 28. Januar 1988 in Baku, Aserbaidschanische SSR, Sowjetunion) ist ein US-amerikanischer Schauspieler und Produzent. Er arbeitet sowohl am Theater als auch in Film- und Fernsehproduktionen.

## Leben
Yuri Sardarov wuchs in Northbrook, Illinois, auf. Er hat georgisch-armenische Wurzeln und kam mit zwei Jahren in die USA. Besuchte bis 2006 die Glenbrook North High School nahe Chicago.

## Karriere
Im Jahr 2010 graduierte Sardarov an der University of Michigan at Ann Arbor mit einem Bachelor of Fine Arts (B.F.A) in Schauspielkunst.
Zurzeit lebt Sardarov in Los Angeles und Chicago. Während der Fernsehproduktion zu Chicago Fire lebte er zeitweise mit seinen Serienkollegen Joe Minoso und Charlie Barnett zusammen.
Sardarov spielte 2011 den Charakter Leo in The Double – Eiskaltes Duell, sowie auch in der Rolle des Mike in dem ebenfalls 2011 erschienenen Film The Ides of March – Tage des Verrats. 2012 stellte Sardarov Rossi in Argo dar, 2013 trat er im Film Quad als Nick Khan auf.
Daneben war Sardarov seit 2008 Darsteller in mehreren Kurzfilmen und Fernsehserien und hatte diverse Kurzauftritte in unterschiedlichen Produktionen.
Von 2012 bis 2020 spielte Sardarov den Feuerwehrmann Brian „Otis“ Zvonecek in der NBC-Fernsehserie Chicago Fire und seit 2014 auch in dem Spin-off Chicago P.D. In dieser Rolle wurde Sardarov von Wanja Gerick synchronisiert.

## Filmografie (Auswahl)
Film
- 2011: The Double – Eiskaltes Duell (The Double) Regie: Michael Brandt
- 2011: The Ides of March – Tage des Verrats (The Ides of March) Regie: George Clooney
- 2012: Argo Regie: Ben Affleck
- 2013: Quad Regie: Michael Uppendahl

Fernsehserien
- 2012–2020: Chicago Fire (Fernsehserie)
- 2013: Apex (Fernsehserie) (auch als Executive producer)
- 2014–2018: Chicago P.D. (Fernsehserie)
- 2018: Chicago Med (Fernsehserie, 2 Episoden)
- 2022: The Rookie (Fernsehserie, 2 Episoden)
- 2023: FBI: International (Fernsehserie, 1 Episode)

Kurzfilme, -auftritte
- 2008: Dupe
- 2010: Student Housing: Zombie Edition
- 2010: Lift Gate (auch als Produzent)
- 2011: S.W.A.T.: Firefight
- 2011: Shark Tank
- 2008: Agoraphobia at 2530 Brian Dr. (auch als Produzent)